# Wilhelm Ekert
David Wilhelm Ekert (* 25. August 1874 in Waldenburg (Württemberg); † 7. Juni 1929 in Ay an der Iller) war ein deutscher Verwaltungsjurist und württembergischer Regierungsbeamter.

## Leben
Ekert, Sohn eines Mühlenbesitzers und evangelischer Konfession, studierte Rechtswissenschaften an der Eberhard Karls Universität Tübingen. Er legte 1896 das erste und 1898 das zweite Staatsexamen ab.
Er trat 1898 in die württembergische Innenverwaltung ein. Er leitete von 1912 bis 1918 als Oberamtmann das Oberamt Mergentheim. Danach wurde er von 1918 bis 1919 als Vorstand der Landesversorgungsstelle Württemberg verwendet. Von 1920 bis 1928 leitete er als Oberamtmann das Oberamt Ludwigsburg. Anschließend war er im Rang eines Oberregierungsrats bei der württembergischen Ministerialabteilung für Straßen- und Wasserbau tätig. Er ertrank auf einer Dienstreise bei Oberkirchberg in der Iller.